# Cabarlah
Cabarlah est une ville et une localité de la région de Toowoomba, dans le Queensland, en Australie,.

## Démographie
Au recensement de 2016, le Cabarlah avait une population de 1 075 habitants.